# Совершенное оружие
«Совершенное оружие» — американский боевик 1991 года c Джеффом Спикмэном в главной роли. Фильм посвящён памяти Эда Паркера и стилю кэмпо.
ТВ-версия фильма содержит удалённые сцены с участием Маришки Харгитей.

## Сюжет
Молодого Джеффа отец отдаёт в школу Кенпо в надежде, что тот научится самодисциплине. Годами позже, старого друга семьи Джеффа, мастера Кима начинает преследовать корейская мафия. Джефф пытается помочь, но Ким погибает от рук неизвестного наёмного убийцы. Полный желания отомстить, Джефф начинает кровавую войну с корейской мафией, применяя все свои знания боевых искусств.

## В ролях
- Джефф Спикмэн — Джефф Сэндерс
- Джон Дай  — детектив Адам Сэндерс
- Мако Ивамацу — Ким
- Джеймс Хонг — Йонг
- Маришка Харгитей — Дженнифер
- Данте Баско — Джимми Хо
- Чарли Калани — Танака
- Кэри-Хироюки Тагава — Кай

## Отзывы
Фильм получил преимущественно смешанные и негативные отзывы критиков. На Rotten Tomatoes у картины 40 % положительных рецензий на основе 10.

## Саундтрек
В фильме звучит композиция «The Power» группы Snap!.